# Kanton Jumeaux
Der Kanton Jumeaux war bis 2015 ein französischer Kanton im Arrondissement Issoire im Département Puy-de-Dôme und in der Region Auvergne-Rhône-Alpes; sein Hauptort war Jumeaux, Vertreter im Generalrat des Départements war zuletzt von 2001 bis 2015, wiedergewählt 2008, Yves-Serge Croze. 
Der Kanton war 95,74 km² groß und hatte (1999) 7.040 Einwohner, was einer Bevölkerungsdichte von 73,5 Einwohnern pro km² entsprach. Er lag im Mittel auf 556 Meter über dem Meeresspiegel, zwischen 393 m in Jumeaux und 1 158 m in Peslières. 

## Gemeinden
| Gemeinde                 | Einwohner Jahr | Fläche km² | Bevölkerungsdichte | Postleitzahl | Code INSEE |
| ------------------------ | -------------- | ---------- | ------------------ | ------------ | ---------- |
| Auzat-la-Combelle        | 2088 (2013)    | –          | – Einw./km²        | 63570        | 63022      |
| Brassac-les-Mines        | 3291 (2013)    | –          | – Einw./km²        | 63570        | 63050      |
| Champagnat-le-Jeune      | 128 (2013)     | –          | – Einw./km²        | 63580        | 63079      |
| La Chapelle-sur-Usson    | 66 (2013)      | –          | – Einw./km²        | 63580        | 63088      |
| Esteil                   | 65 (2013)      | –          | – Einw./km²        | 63570        | 63156      |
| Jumeaux                  | 696 (2013)     | –          | – Einw./km²        | 63570        | 63182      |
| Lamontgie                | 620 (2013)     | –          | – Einw./km²        | 63570        | 63185      |
| Peslières                | 72 (2013)      | –          | – Einw./km²        | 63580        | 63277      |
| Saint-Jean-Saint-Gervais | 116 (2013)     | –          | – Einw./km²        | 63570        | 63367      |
| Saint-Martin-d’Ollières  | 146 (2013)     | –          | – Einw./km²        | 63580        | 63376      |
| Valz-sous-Châteauneuf    | 55 (2013)      | –          | – Einw./km²        | 63580        | 63442      |

## Bevölkerungsentwicklung
| 1962  | 1968  | 1975  | 1982  | 1990  | 1999  | 2009  |
| ----- | ----- | ----- | ----- | ----- | ----- | ----- |
| 8.283 | 8.990 | 8.741 | 8.183 | 7.300 | 7.040 | 7.222 |